# جمية فضية
الجُمِية الفضية (باللاتينية: Phacelia argentea) نوع نباتي ينتمي إلى جنس الجمية من الفصيلة الحمحمية.
موطنها الساحل الغربي للولايات المتحدة من أوريغون إلى كاليفورنيا.